# Azul Prusia (banda)
Azul Prusia es una banda de rock de Argentina. Su formación es curiosa, ya que no es el típico de un grupo, si no que estos van rotando según el proyecto. El único miembro permanente es es compositor/productor Juan Manuel Candal.
Después de dos años de grabación, en julio de 2025 sale su primer álbum disponible en plataformas: Manifiesto (2025).
Algunas influencias muy reconocibles en su sonido van desde Soda Stereo y Enanitos Verdes hasta Pink Floyd, Depeche Mode, Leonard Cohen y Recoil, entre muchos otros. Una figura como Alan Wilder, con sus proyectos inclasificables, mezcla de canciones y piezas experimentales, es clave a la hora de entender el modo en que Azul Prusia piensa la música.
| Azul Prusia           | Azul Prusia                        | Azul Prusia                        |
| Datos generales       | Datos generales                    | Datos generales                    |
| --------------------- | ---------------------------------- | ---------------------------------- |
| Origen                | Buenos Aires, Argentina            | Buenos Aires, Argentina            |
| Información artística |                                    |                                    |
| Género(s)             | Synth pop Rock alternativo Ambient | Synth pop Rock alternativo Ambient |
| Período de actividad  | 2023 – presente                    | 2023 – presente                    |
| Discográfica(s)       | LaFleur Records                    | LaFleur Records                    |

## Historia

### Primeros años: Eclipse (1993 - 1995)
La primera encarnación de este proyecto nació en 1993 como un trío de compañeros del secundario: Fernando Amisano en batería, Matías Rotstein en bajo y Juan Manuel Candal en voz, guitarra y composición. A diferencia de la mayoría de las bandas escolares de entonces, la energía del grupo pronto dejó de centrarse en quién tocaba qué instrumento para enfocarse, casi obsesivamente, en la búsqueda sonora, a través de una producción rudimentaria pero ambiciosa. Grababan con las viejas portastudio Tascam —de apenas cuatro canales, en cassettes de cromo— para registrar las canciones en formato físico. Si hacía falta un teclado, alguien aprendía la parte. Si se necesitaban coros, se sumaba a quien hiciera falta.
El sonido era una mezcla entre la desprolijidad del garage rock y la ambición del rock progresivo. De esa etapa data la primera versión de Siempre Buenos Aires, que ya contenía la misma armonía, línea de bajo y melodía vocal que la versión actual, aunque con una letra parcialmente retocada años después.
Esa primera banda, llamada Eclipse, no duró demasiado, pero Candal siguió componiendo. Empezó a grabar nuevas canciones con otro amigo músico, Pablo García, también guitarrista. Ya entrados los años 2000, compuso dos bandas sonoras para películas independientes (Equilátero y La extraña naturaleza del amor) y varias piezas instrumentales. La portastudio dio paso a los DAWs, y la grabación comenzó a ser digital.

### Segunda etapa: Eclipse reformado (2004 - 2006)
Entre 2004 y 2006 hubo una nueva etapa de Eclipse, con Elena Massa en guitarras y voces, y Santiago Candal en bajo. En esa época se grabaron demos de una tanda de canciones nuevas, y también algunas antiguas que nunca se habían registrado, como Balada del desencuentro y un instrumental titulado "Doppelganger Funk", que recién en 2024 pasaría a llamarse Error fatal en el sistema al incorporarle letra.

### Tercera etapa: Extraño (2013 - 2015)
En 2013, Candal inició un nuevo proyecto llamado Extraño, orientado a la música experimental, aunque continuó escribiendo canciones más tradicionales que aún no han sido editadas. De esa etapa surge la primera versión grabada de Océanos —incluida luego en el EP de remixes de Anemoia—, prácticamente sin modificaciones posteriores.

### Actualidad: Azul Prusia (2023 en adelante)
Y así llegamos a 2023. Treinta años después de aquellas primeras canciones, Candal decide darle forma a Azul Prusia, un proyecto que asume, sin nostalgia pero con conciencia, ese largo recorrido. Se seleccionaron algunas canciones viejas, otras más recientes, y comenzó la grabación del álbum Manifiesto. Después de tantos años en los que los músicos iban y venían pero las canciones siempre quedaban, Candal comprendió que este era, en esencia, un proyecto de puerta giratoria. Ya no tenía sentido aferrarse al modelo clásico de banda con integrantes fijos: lo importante era abrir la puerta a quienes quisieran sumarse, como invitados, como reincidentes, como parte del tránsito.

## Discografía
Dos EPs editados en formato físico, y varios lanzamientos en plataformas digitales:
Singles:
- Anemoia (Single Remix) - 2023

EPs:
- Anemoia (Remix3s) - 2023
- Siempre Buenos Aires - 2023

Álbums:
- Manifiesto - 2025